# Porphyrinia alpina
Porphyrinia alpina là một loài bướm đêm trong họ Noctuidae.